# Low frequency
| Radiospectrum   | Radiospectrum   |
| --------------- | --------------- |
|                 | 3 Hz 100.000 km |
| ELF             |                 |
| 30 Hz 10.000 km |                 |
| SLF             |                 |
| 300 Hz 1.000 km |                 |
| ULF             |                 |
| 3 kHz 100 km    |                 |
| VLF             |                 |
| 30 kHz 10 km    |                 |
| LF (LW)         |                 |
| 300 kHz 1 km    |                 |
| MF (MW)         |                 |
| 3 MHz 100 m     |                 |
| HF (SW)         |                 |
| 30 MHz 10 m     |                 |
| VHF             |                 |
| 300 MHz 1 m     |                 |
| UHF             |                 |
| 3 GHz 100 mm    |                 |
| SHF             |                 |
| 30 GHz 10 mm    |                 |
| EHF             |                 |
| 300 GHz 1 mm    |                 |
|                 |                 |

Met low frequency of LF worden frequenties in het radiospectrum aangeduid tussen 30 en 300 kHz. De radiogolven hebben een golflengte van 1 tot 10 kilometer en worden daarom ook wel kilometergolf genoemd. In Europa en Afrika wordt een deel van de LF-band gebruikt voor radio-omroep onder de noemer lange golf. Op het westelijk halfrond worden radiosignalen op deze frequenties gebruikt door luchtvaartradiobakens, navigatie (LORAN) en in meteorologische toepassingen. De tijdzenders MSF, DCF77, JJY en WWVB zenden ook in dit frequentiegebied uit.

## Propagatie
De propagatie van golven in het LF-spectrum geschiedt voornamelijk als grondgolf. Deze golf volgt de kromming van de aarde, zodat die ook achter de horizon nog te ontvangen is. Daarbij treedt weliswaar verzwakking van het signaal op, maar het effect is minder sterk dan bij de MF en HF-frequenties. LF-golven kunnen al snel duizend of meer kilometer afleggen.
Propagatie kan ook plaatsvinden via de ruimtegolf, die verloopt door refractie in de ionosfeer en merkbaar wordt vanaf ongeveer 300 km van de zendantenne. Maar door de lange golflengten worden de golven overdag geabsorbeerd door de D-laag in de ionosfeer zodat propagatie als ruimtegolf dan niet mogelijk is. 's Nachts kunnen de E- en F-lagen de golven wel terugbuigen naar het aardoppervlak. Propagatie als ruimtegolf is echter van minder belang bij LF-golven, omdat de grondgolf een zodanig groot bereik heeft dat de ruimtegolf pas op afstanden van duizend kilometer of meer een belangrijk verschil gaat maken in de signaalsterkte.

## Radio-omroep
In Europa en Afrika wordt de lange golf tussen 153 en 279 kHz gebruikt voor radio-omroep met amplitudemodulatie (AM). De onderlinge afstand tussen de stations is 9 kHz, net als op de middengolf.

## Radioamateurs
De 73kHz-band in het Verenigd Koninkrijk is een 2,8 kHz brede zone uit het spectrum, van 71,6 tot 74,4 kHz en is beschikbaar voor operatoren van amateurradio sinds april 1996. Zij moeten een Notice of Variation aanvragen om te mogen gebruikmaken van de band, zonder interferentie, met een maximaal outputvermogen van 1 W ERP (effective radiated power). Een uitzending van 1 watt van een heel trage morsecode tussen G3AQC (in het VK) en W1TAG (in de VS) overspande de Atlantische Oceaan met 5.270 km op 21-22 november 2001.
Een band rond 136 kHz (135,7 tot 137,5 kHz) is beschikbaar voor Franse radioamateurs, met een maximum ERP van 1 W. Deze nieuwe regeling omvat ook Franse territoria zoals Guadeloupe, Frans-Guyana, Martinique en Saint-Pierre en Miquelon. Canada en het VK maken het ook mogelijk voor radioamateurs met een licentie om deze allocatie met speciale toelatingen te gebruiken.
In de Verenigde Staten wordt het gedeelte tussen 160 en 190 kHz gebruikt voor experimentele doeleinden, en wordt er soms de "lost band" (verloren band) genoemd. Openbaar gebruik zonder licentie is toegelaten ten zuiden van de 60° NB breedtegraad, uitgezonderd op de plaatsen waar er interferentie zou optreden met 10 stations met licentie met een locatieservice, die zich langs de kusten bevinden. Gebruiksbepalingen vermelden onder andere een vermogensuitvoer van niet meer dan 1 watt, een lengte van de antenne/aarddraad van niet meer dan 15 meter en een veldsterkte van niet meer dan 4,9 microvolt/meter. Bovendien moeten uitzendingen buiten de 160–190kHz-band afgezwakt worden met minstens 20 dB onder het niveau van de ongemoduleerde draaggolf. De mensen die zich met amateurradio bezighouden, experimenteren in deze band.

## Tijdsignalen
In het LF-spectrum bevinden zich ook enkele tijdsignalen ten behoeve van radioklokken. Dit is zo gekozen omdat grondgolfpropagatie zeer voorspelbaar is en daarom de tijdsafwijking eenvoudig te corrigeren is. Bij de ruimtegolf is dit veel moeilijker aangezien een signal vanaf meerdere paden tegelijk de ontvanger kan bereiken.
Enkele tijdsignalen zijn:
- DCF77 in Mainflingen bij Frankfurt am Main in Duitsland (77,5 kHz)
- MSF in Anthorn, Groot-Brittannië (60 kHz)